# Chrysops melicharii
Chrysops melicharii är en tvåvingeart som beskrevs av Josef Mik 1898. Chrysops melicharii ingår i släktet Chrysops och familjen bromsar. Inga underarter finns listade i Catalogue of Life.